# Rosario Pio Ramolo
Rosario Pio Ramolo OFMCap (* 12. Dezember 1952 in Limosano) ist ein italienischer Priester und Bischof von Goré.

## Leben
Rosario Pio Ramolo trat der Ordensgemeinschaft der Kapuziner bei und empfing am 30. Juli 1978 die Priesterweihe. Papst Johannes Paul II. ernannte ihn am 28. November 1998 zum Bischof von Goré. 
Die Bischofsweihe spendete ihm der Bischof von Moundou, Matthias N’Gartéri Mayadi, am 14. Februar des nächsten Jahres; Mitkonsekratoren waren Edmond Jitangar, Bischof von Sarh, und Michele Russo MCCJ, Bischof von Doba. 